# José Sócrates

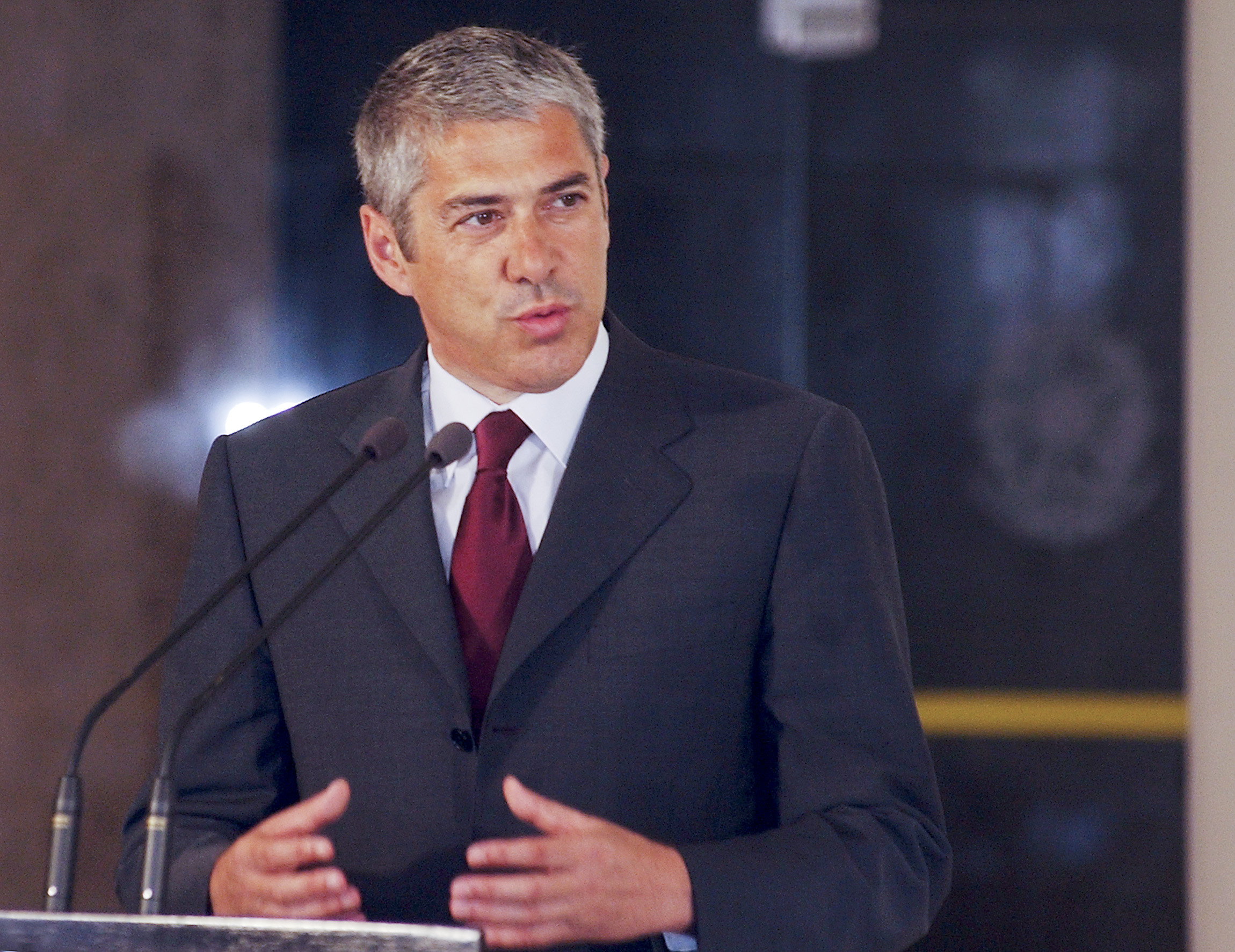
José Sócrates, prim-ministru al Portugaliei între anii 2005-2011

José Sócrates Carvalho Pinto de Sousa (n. 6 septembrie 1957) este un politician portughez, prim-ministrul Portugaliei între 2005-2011 și secretar general al Partidului Socialist. Ca formație de bază este inginer constructor.
Numele său de familie este de fapt Pinto de Sousa, dar este cunoscut după cele două prenume ale sale, José Sócrates. 
Și-a început cariera politică în cadrul mișcării de tineret a Partidului Social-Democrat PPD/PSD, pe care l-a părăsit în 1975. În 1981 a aderat la Partidul Socialist. Ales în 1987 deputat din partea districtului Castelo Branco, dupa 10 ani a devenit ministru adjunct în cabinetul lui António Guterres. În această calitate a obtinut ca țara să găzduiască Campionatul european de fotbal din 2004. În 1999 a fost numit ministru al mediului înconjurător, post pe care l-a cumulat începând din anul 2001 cu cel al echipamentului.
La câteva săptămâni mai târziu, socialiștii au fost nevoiți să se întoarcă pe băncile opoziției. În urma demisiei lui Eduardo Pedro Rodrigues, Sócrates  
a fost ales ]n 2004 cu peste 80% din voturi  secretar general al Partidului Socialist și a condus acest partid la o victorie răsunătoare la alegerile din 2005, obținând, pentru prima dată din 1974, majoritatea absolută în parlament. Devenit șef al guvernului a instituit o politică de rigoare bugetară, a legalizat avorturile și a semnat Tratatul de la Lisabona.
În alegerile din 2009 a pierdut majoritatea absolută, și, neputând forma un guvern de coaliție cu unul din celelalte patru partide politice, a luat conducerea unui cabinet minoritar. A reinstituit o politică de restricții bugetare pentru a reacționa la degradarea conturilor publice, provocată de criza economica mondială din anii 2008-2010 și la anxietatea determinată de problema solvabilității Portugaliei. 
Cu prilejul prezentării, în martie 2011, a celui de al patrulea program al său de austeritate, s-a văzut confruntat cu votul de neîncredere al  Adunării Republicii și a demisionat. După două luni a pierdut alegerile parlamentare anticipate, ceea ce l-a făcut să se retragă din viața politică.
În prezent a fost anchetat în legatură cu două afaceri de corupție.